# スピードローラー猛レース
スピードローラー猛レース (スピードローラーもうレース、原題 : Bailey's Comets）とは、アメリカ合衆国のテレビアニメ。

## 概要
アメリカでは1973年9月8日から1975年8月31日にかけてCBSで放送された（全32話）。
このアニメはデパティエ・フレレング・エンタープライズによって制作され、ジョー・ルビーとケン・スピアーズとデイビッド・H・ディパティエとフリッツ・フレレングが担当した。
ローラースケートのチーム『コメット』が、敵が仕込む妨害行為を避けながらレースに参加し、優勝を目指して世界各地を滑りまくるというお話となっている。
この作品の原題の読みは、『ベイリーズ・コメッツ』である。
日本では1977年1月30日から5月15日までNETテレビ⇒テレビ朝日で放送された（全16話）。放送時間は毎週日曜18:25 - 18:55（JST）。主題歌はオリジナル版のテンポを落とし、日本語の歌詞を付け加えた。

## キャラクター

### コメット
リーダー（Barnaby Bailey）
声 - 塩沢兼人（日本語吹き替え版）、カール・エッセー（オリジナル版）
文字通りチームのリーダーである少年。常に冷静な判断で行動する。
アネゴ（Sarge）
声 - ？（日本語吹き替え版）、キャシー・ゴリー（オリジナル版）
サブリーダーで、少女メンバーの中ではリーダー格。気が強い。
発明 （Wheeler）
声 - ？（日本語吹き替え版）、ジム・ベッグ（オリジナル版）
チームの頭脳である眼鏡をかけた少年メンバー。自分の発明品でチームのピンチを救う。バナナとの掛け合いが多い。
キャンディ （Candy）
声 - ？（日本語吹き替え版）、カレン・スミス（オリジナル版）
センチメンタルなほかはこれといった特徴が無い、ノーマル少女であるメンバー。ヘアスタイルは長い金髪で、少女メンバーでは唯一キャップを被っていない。
バナナ （Pudge）
声 - 小宮山清（日本語吹き替え版）、フランク・ウェルカー（オリジナル版）
食いしん坊で太った少年メンバー。特にバナナが大好きで、レースの最中でも食べている。ボケ役でチームの足を引っ張るのが多い。なお少年メンバーでは唯一キャップを被っている。
バーニー （Bunny）
声 - ？（日本語吹き替え版）、サラ・ケネディー（オリジナル版）
お茶目で明朗な少女メンバー。ヘアスタイルはポニーテール。

### ほかのチーム
カウボーイチーム（The Texas Black Hat）

カウボーイで構成されたチーム。蹄にローラースケートを付けたウマに乗って行動する。全員妨害用の銃を装備している。
ジキルハイドチーム（The Jekyll-Hydes）
声 - ？（日本語吹き替え版）、ドン・メシック（オリジナル版）
二重人格の男性で構成されたチーム。「ジキル」の時はコメットチーム並みの正当チームだが、「ハイド」に変身すると一転して卑劣になる。
ロボットチーム（The Ramblin' Rivets）
声 - ？（日本語吹き替え版）、ドーズ・バトラー（オリジナル版）
3体の人型ロボットと、生みの親である科学者で構成されたチーム。ロボットには妨害用の装備が施されている。
ライダーチーム（The Duster Busters）

オートバイライダー4名で構成。スケートにはエンジンが装備され、メンバーはオートバイに乗った様に屈んで走る。
サーカスチーム（The Roller Coasters）
声 - ？（日本語吹き替え版）、ドン・メシック（オリジナル版）
団長を筆頭とする人間4名（内1名がピエロ）、そしてライオンで構成された。ピエロはライオンに跨って走る。
原始人チーム（The Stone Rollers）
声 - ？（日本語吹き替え版）、ドン・メシック（オリジナル版）
3名の原始人と恐竜1頭で構成。
宇宙人チーム（The Cosmic Rays）
声 - ？（日本語吹き替え版）、フライング・ソーサー（オリジナル版）
4名の宇宙人で構成、スケートを履いた足が出るUFOに乗って走る。UFOには妨害装備が施されている。
The Gargantuan Giants
巨大な足とコーチ（等身大人間）の2名で構成する。「足」の上半身は映像に映されていない。
声 - ？（日本語吹き替え版）、ドン・メシック（オリジナル版）
バンドチーム（The Rockin' Rollers）

バンドメンバーで構成、リードボーカルである女性に、ドラマー・トランペッター・ギタリストの男性がメンバー。目立ちたがり屋でレースの間でも歌っている。
魔女チーム（The Broomer Girls）

老魔女4名と黒ネコ1匹で構成。魔女たちはスケートを装備した箒に跨って走る。魔法や妙薬を使って妨害を仕掛ける。
The Roller Bears
5頭のクマ（内1匹は子クマ）で構成。
The Mystery Mob
煙状から足が生えた謎キャラ4名で構成。皆が一体になって行動する。
海賊チーム（The Yo Ho-Ho's）

4名の海賊（船長と部下3名）で構成。筏の先端に船長、その裏に帆を抱えた部下、更にその裏にオール漕ぎ役の部下がおり、また筏に惹かれる樽には部下が乗っている。
カントリーチーム（The Hairy Mountain Red Eyes）

田舎者4名で構成。

### その他
- コメンテーター

？（Gabby）
声 - ？（日本語吹き替え版）、ドン・メシック（オリジナル版）
中継ヘリコプターのレポーター
？（Dooter Roo）
声 - ？（日本語吹き替え版）、ドーズ・バトラー（オリジナル版）
中継ヘリコプターの操縦士
- 役名不明の吹き替え声優 - 村山明